# Чемпионат Эстонии по футболу 2019
Мейстрилиига 2019 (также известна под спонсорским названием A. Le Coq Премиум-Лиига; эст. Meistriliiga 2019, A. Le Coq Premium Liiga 2019) — 29-й сезон чемпионата Эстонии по футболу со времени восстановления независимости страны. Сезон начался 8 марта и завершился 9 ноября 2019 года. Чемпионом в 12-й раз стала «Флора».

## Клубы-участники

### Изменения по сравнению с предыдущим сезоном
В сезоне приняли участие 10 команд: 9 участников  прошлого сезона и чемпион Эсилииги 2018 года «Маарду ЛМ». «Пярну Вапрус», занявший последнее место в прошлом сезоне, опустился в Эсилиигу. «Маарду ЛМ» дебютировал в Мейстрилииге, ранее отказавшись от этого после победы в Эсилииге 2017 года. «Курессааре» сохранил своё место в Мейстрилиига по итогам переходных матчей против «Элвы», занявшей второе место в Эсилииге.

### Клубы и стадионы
| Клуб                 | Город      | Стадион                  | Вместимость |
| -------------------- | ---------- | ------------------------ | ----------- |
| Калев Таллин         | Таллин     | Калев Кескстаадион       | 11 500      |
| Курессааре           | Курессааре | Курессааре Линнастаадион | 1000        |
| Маарду Линнамеэсконд | Маарду     | Маарду Линнастаадион     | 500         |
| Нарва-Транс          | Нарва      | Нарва-Креенхолм Стадиум  | 1065        |
| Нымме Калью          | Таллин     | Хийу                     | 650         |
| Пайде Линнамеэсконд  | Пайде      | Пайде Линнастаадион      | 268         |
| Таммека              | Тарту      | Тамме Стадиум            | 1500        |
| Тулевик              | Вильянди   | Вильянди Линнастаадион   | 1084        |
| ФКИ Левадия          | Таллин     | А. Ле Кок Арена          | 14 336      |
| Флора                | Таллин     | А. Ле Кок Арена          | 14 336      |

### Тренеры и капитаны
| Клуб        | Тренер | Капитан          |
| ----------- | --- | ---------------- |
| Калев       | Александр Дмитриев | Андреас Раудсепп |
| Курессааре  | Ян Важинский (до 22 августа) Дмитрий Калашников (с 22 августа)                                                                                    | Элари Валмас     |
| Левадия     | Александр Рогич (до 15 сентября) Владимир Васильев (с 15 сентября, и.о.)                                                                          | Дмитрий Круглов  |
| Нымме Калью | Сергей Францев (до 25 апреля) Роман Кожуховский (с 25 апреля)                                                                                     | Игорь Субботин   |
| Маарду ЛМ   | Андрей Борисов (до 3 октября) Марк Кольк (с 3 октября, и.о.)                                                                                      | Илья Зеленцов    |
| Пайде       | Вячеслав Заховайко | Андре Фролов     |
| Таммека     | Кайдо Коппель | Тауно Текко      |
| Транс       | Дмитрий Калашников (до 29 апреля) Валерий Бондаренко (29 апреля-1 июня, и.о.) Андрей Сёмин (1 июня-23 августа) Олег Курочкин (с 23 августа, и.о.) | Марко Меэритс    |
| Тулевик     | Сандер Пост | Каймар Сааг      |
| Флора       | Юрген Хенн | Герт Камс        |

## Турнирная таблица
| М  | Команда      | И  | В  | Н  | П  | Мячи     | ±   | О  | Примечания                                        |
| -- | ------------ | -- | -- | -- | -- | -------- | --- | -- | ------------------------------------------------- |
| 1  | Флора        | 36 | 29 | 3  | 4  | 110 − 21 | +89 | 90 | 1-й квалификационный раунд Лиги чемпионов 2020/21 |
| 2  | ФКИ Левадия  | 36 | 24 | 6  | 6  | 98 − 32  | +66 | 78 | 1-й квалификационный раунд Лиги Европы 2020/21    |
| 3  | Нымме Калью  | 36 | 22 | 11 | 3  | 79 − 34  | +45 | 77 | 1-й квалификационный раунд Лиги Европы 2020/21    |
| 4  | Пайде ЛМ     | 36 | 23 | 5  | 8  | 78 − 30  | +48 | 74 |                                                   |
| 5  | Таммека      | 36 | 14 | 7  | 15 | 57 − 62  | −5  | 49 |                                                   |
| 6  | Нарва-Транс  | 36 | 13 | 9  | 14 | 57 − 49  | +8  | 48 |                                                   |
| 7  | Тулевик      | 36 | 7  | 7  | 22 | 35 − 75  | −40 | 28 |                                                   |
| 8  | Таллин Калев | 36 | 6  | 6  | 24 | 29 − 89  | −60 | 24 |                                                   |
| 9  | Курессааре   | 36 | 6  | 5  | 25 | 24 − 87  | −63 | 23 | Переходные матчи                                  |
| 10 | Маарду ЛМ    | 36 | 4  | 5  | 27 | 30 − 118 | −88 | 17 | Вылет в Эсилиигу 2020                             |

И — игры, В — выигрыши, Н — ничьи, П — проигрыши, Мячи — забитые и пропущенные голы, ± — разница голов, О — очки

Источники: Estonian Football Association, UEFA

### Переходные матчи
«Курессааре», занявший 9 место в Мейстрилииге, играл переходные матчи с «Пярну Вапрус», занявшим 2 место в Эсилииге, за место в Мейстрилииге в 2020 году.
| 16 ноября 2019 | Пярну Вапрус | 1:4     | Курессааре                                                 | Пярну                                                            |
| 13:00 (UTC+2)  | Саартс 23′   | (отчёт) | Паюнурм 43′ (пен.) · Опп 51′ · Комиссаров 66′ · Сеэман 68′ | Стадион: Пярну Раннастаадион Зрителей: 344 Судья: Йоонас Яановиц |

| 23 ноября 2019 | Курессааре         | 1:2     | Пярну Вапрус           | Курессааре                                                           |
| 13:00 (UTC+2)  | Паюнурм 23′ (пен.) | (отчёт) | Грахв 60′ · Саартс 75′ | Стадион: Курессааре Линнастаадион Зрителей: 194 Судья: Кристо Тохвер |

«Курессааре» выиграл 5:3 по совокупности встреч и сохранил своё место в Мейстрилииге на следующий сезон.

## Статистика
| Место | Игрок                | Клуб        | голы |
| ----- | -------------------- | ----------- | ---- |
| 1     | Эрик Сорга           | Флора       | 31   |
| 2     | Никита Андреев       | Левадия     | 13   |
| 2     | Алассана Джатта      | Пайде       | 13   |
| 2     | Эрик МакВудс         | Нарва-Транс | 13   |
| 2     | Каймар Сааг          | Тулевик     | 13   |
| 6     | Херол Рийберг        | Флора       | 12   |
| 6     | Константин Васильев  | Флора       | 12   |
| 8     | Жуан Морелли         | Левадия     | 11   |
| 8     | Стен Рейнкорт        | Таммека     | 11   |
| 8     | Марк-Оливер Рооснупп | Левадия     | 11   |
| 8     | Янн Майкл Яо         | Пайде       | 11   |

| Место | Игрок               | Клуб        | Передачи |
| ----- | ------------------- | ----------- | -------- |
| 1     | Константин Васильев | Флора       | 17       |
| 2     | Герт Камс           | Флора       | 13       |
| 3     | Янн Майкл Яо        | Пайде       | 12       |
| 4     | Марселен Гандо      | Левадия     | 11       |
| 4     | Дмитрий Круглов     | Левадия     | 11       |
| 6     | Андре Фролов        | Пайде       | 9        |
| 6     | Карл Мёёль          | Пайде       | 9        |
| 6     | Каспар Паур         | Нымме Калью | 9        |
| 6     | Йозеф Салисте       | Нарва-Транс | 9        |
| 10    | Сандер Каппер       | Таммека     | 8        |
| 10    | Мартин Миллер       | Флора       | 8        |
| 10    | Кирилл Нестеров     | Левадия     | 8        |
| 10    | Власий Синявский    | Флора       | 8        |

## Награды

### По месяцам
| Месяц    | Тренер месяца      | Тренер месяца | Игрок месяца     | Игрок месяца |
| Месяц    | Тренер             | Клуб          | Игрок            | Клуб         |
| -------- | ------------------ | ------------- | ---------------- | ------------ |
| Март     | Юрген Хенн         | Флора         | Магнус Карофельд | Курессааре   |
| Апрель   | Юрген Хенн         | Флора         | Мяртен Кууск     | Флора        |
| Май      | Роман Кожуховский  | Нымме Калью   | Марселен Гандо   | Левадия      |
| Июнь     | Александр Рогич    | Левадия       | Алассана Джатта  | Пайде        |
| Июль     | Вячеслав Заховайко | Пайде         | Эрик МакВудс     | Нарва-Транс  |
| Август   | Кайдо Коппель      | Таммека       | Янн Майкл Яо     | Пайде        |
| Сентябрь | Юрген Хенн         | Флора         | Сандер Синилайд  | Пайде        |
| Октябрь  | Роман Кожуховский  | Нымме Калью   | Эдуард Головлёв  | Нарва-Транс  |